# Německý skauting

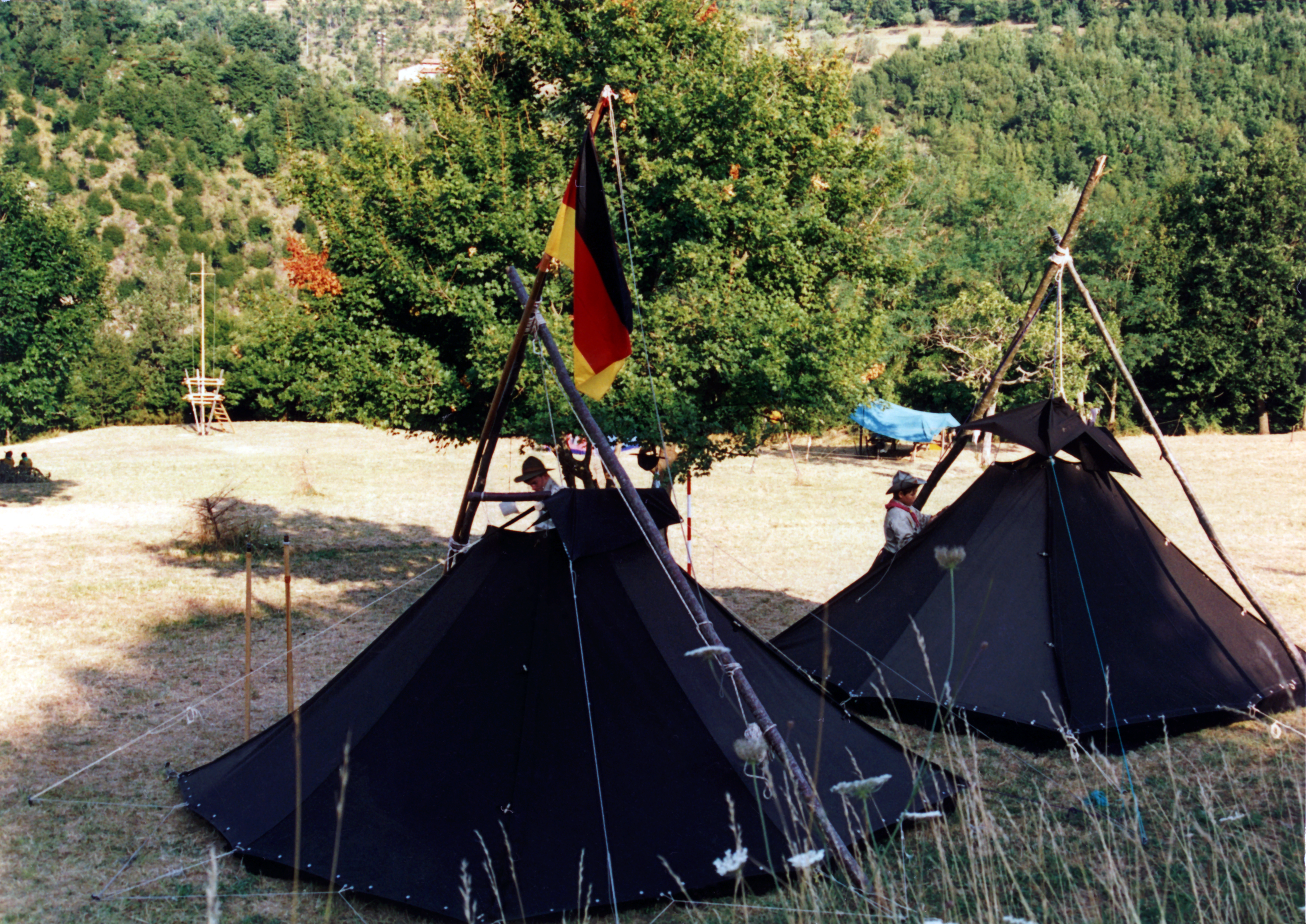
Kohten, typický černý německý stan

Německý skauting představuje asi 150 různých organizací a federací celkem sdružující asi 260 000 skautů.

## Historie
Skauting se v Německu objevil v roce 1909. Po první světové válce byl Německý skauting ve spojení s Německým hnutím mladých, jehož členem bylo i Wandervogel. Další skupinou, i když s krátkým životem, která ovlivnila pozdější německý skauting byla Deutsche Jungenschaft, založená 11. ledna 1929 Eberhardem Koebelem, některá specifika německého skautingu pocházejí z Koebeleho skupiny. Německý skauting vzkvétal až do roku 1934-35, kdy téměř všechny spolky byly uzavřeny a jejich členové měli vstoupit do Hitlerjugend. V Západním Německu a v Západním Berlíně byl skauting obnoven po roce 1945, ale ve Východním Berlíně by zakázán až do roku 1990 ve prospěch Thälmannových pionýrů a Svobodné německé mládeže. Dnes je přítomen ve všech částech jednotné Spolkové republiky Německo.

## Německé skautské organisace

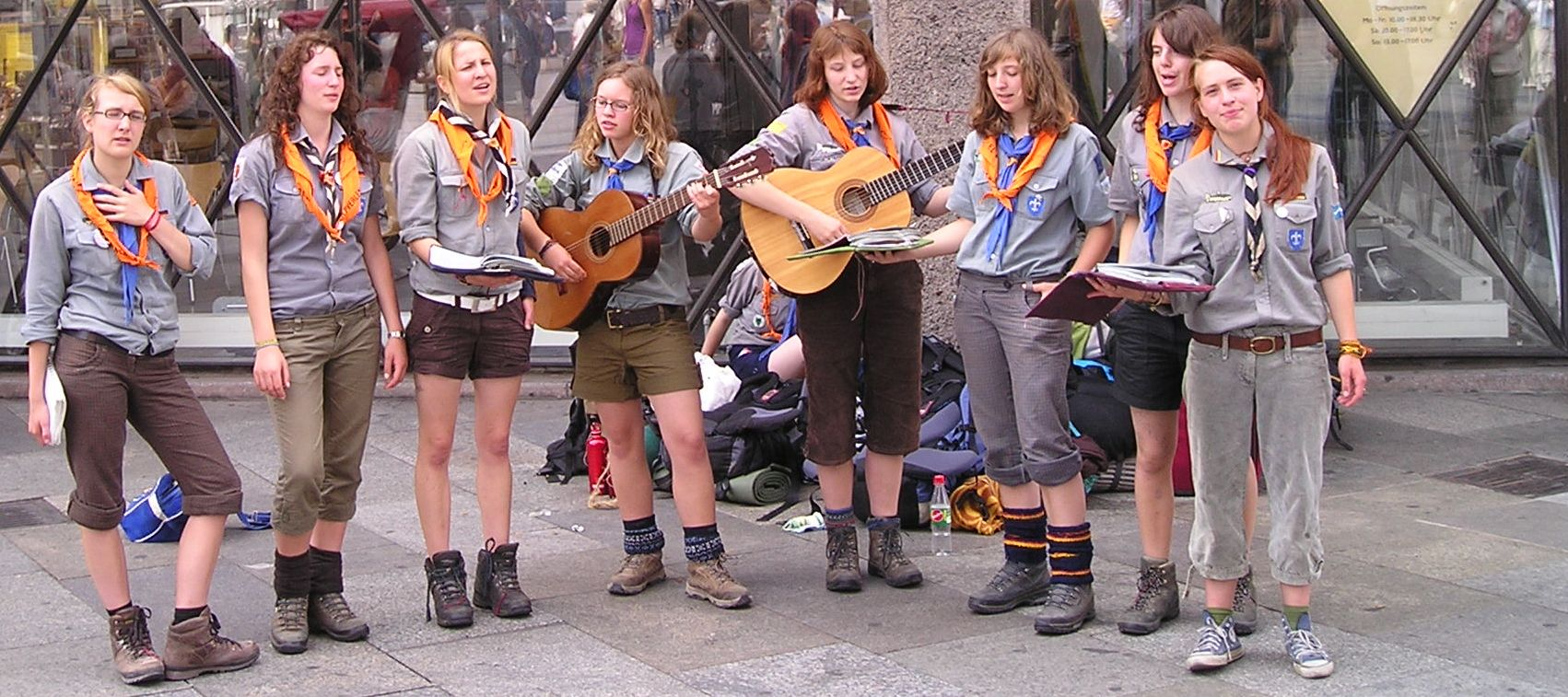
Zpívající skautky z Christliche Pfadfinderschaft Deutschlands

Jak bylo uvedeno výše, dnes existuje v Německu asi 150 skautských sdružení a federací. Většina z nich je koedukovaná, ale jsou zde i některé organizace jen pro dívky nebo jen pro chlapce. Nejdůležitějšími a/nebo největšími sdruženími a svazy jsou:
- Ring deutscher Pfadfinderverbände (člen Světové organisace skautského hnutí), federace spojující
  - Bund der Pfadfinderinnen und Pfadfinder (ekumenická, koedukovaná, 30 000 členů)[1]
  - Deutsche Pfadfinderschaft Sankt Georg (Římskokatolická církev, koedukovaná, 95 000 členů)[2]
  - Verband Christlicher Pfadfinderinnen und Pfadfinder (Protestanti, koedukovaná, 50 000 členů)[3]
- Ring Deutscher Pfadfinderinnenverbände (člen WAGGGS), federace spojující
  - Bund der Pfadfinderinnen und Pfadfinder
  - Pfadfinderinnenschaft Sankt Georg (Římskokatolická církev, striktně dívčí, 10 000 členů)[4]
  - Verband Christlicher Pfadfinderinnen und Pfadfinder
- Verband Deutscher Altpfadfindergilden, členem International Scout and Guide Fellowship
- Deutscher Pfadfinderverband, federace 18 nezávislých organisací (více-náboženská, koedukovaná, 29 000 členů);[5] jedna z členských organisaci je rovněž členem World Federation of Independent Scouts:
  - Pfadfinderbund Weltenbummler (ekumenická, koedukovaná, 2 000 členů)
- Christliche Pfadfinder Royal Rangers (Protestantismus, koedukovaná, 14 500 členů);[6] členem Royal Rangers International
- Christliche Pfadfinderinnen und Pfadfinder der Adventjugend (Adventisté sedmého dne, koedukovaná, 10 000 členů); členem Pathfinders International;[7]
- Ring junger Bünde, zastřešující organizace asi 20 nezávislých mezináboženských skautských a Wandervogel organizace s členy v Německu, Rakousku a Španělsku (většinou koedukované, odhadem 6 000 členů); jejími členy jsou
  - Deutscher Pfadfinderbund (ekumenická, koedukovaná, 3 000 členů)
- Christliche Pfadfinderschaft Deutschlands (Protestantismus, koedukovaná, 4 000 členů)[8]
- členem Union Internationale des Guides et Scouts d'Europe:
  - Katholische Pfadfinderschaft Europas (Římskokatolická církev, koedukovaná, 2 500 členů)[9]
  - Evangelische Pfadfinderschaft Europas (Protestantismus, koedukovaná, 500 členů)

## Mezinárodní skauting v Německu
Velký počet mezinárodních skautských jednotek z různých zemí je činných v Německu. Většina z nich se vyvinula na vojenských základnách, ale jsou zde i některé na mezinárodních školách nebo připojené k diplomatickým zastoupením. Většina mezinárodních skautských skupin sahá až do doby spojenecké kontrolní rady po druhé světové válce. Malý zbytek pochází z nedávné doby.
Mezi zahraničními organisacemi v Německu jsou
- Boy Scouts of America s asi 120 jednotkami, ve třech okresech Transatlantické rady (Barbarossa, Karla a Edelweiss)
- Girl Scouts of the USA s asi 80 jednotkami, obsluhovanými USA Girl Scouts Overseas—North Atlantic (NORAGS) a ústředí USAGSO
- Girlguiding UK s asi 60 jednotkami pod British Guides in Foreign Countries v pěti divizích (Lower Saxony, Westphalia, EMS, West Rhine , a Munich)
- The Scout Association s 11 skupinami, pod British Scouts Western Europe, německy District.[10]
- Scouts Canada (1952–1994)
- Scouting Nederland
- Külföldi Magyar Cserkészszövetség

Existují i jiné zahraniční skautské organisace působící v Německu, většinou jednotlivé oddíly (např. Organization of Russian Young Pathfinders, Plast National Scout Organization of Ukraine), Scouts et Guides de France v Mnichové a Hebrew Scouts Movement in Israel v Berlíně.
Dansk Spejderkorps Sydslesvig nabízí skauting pro dánské menšiny jižního Šlesvicka ve spolkové zemi Šlesvicko-Holštýnsko. To je přidružené k dánské Det Danske Spejderkorps, jakož i k německému Bund der Pfadfinderinnen und Pfadfinder a má 15 oddílů s asi 700 členy.